# Rana bolavensis
Rana bolavensis é uma espécie de anfíbio da família Ranidae.
É endémica de Laos.
Os seus habitats naturais são: regiões subtropicais ou tropicais húmidas de alta altitude e rios.
Está ameaçada por perda de habitat.